# Platyauchenia latreillei
Platyauchenia latreillei es una especie de insecto coleóptero de la familia Chrysomelidae.
Fue descrita científicamente en 1840 por Castelnau.